# 빌헬름 프리데만 바흐
빌헬름 프리데만 바흐(독일어: Wilhelm Friedemann Bach, 1710년 11월 22일 ~ 1784년 7월 1일)은 독일의 작곡가이자 연주가이다. 요한 제바스티안 바흐와 마리아 바르바라 바흐의 장남이자 둘째 아이이기도 하다. 오르간 주자이자 작곡가로 특히 즉흥 연주 실력이 높게 평가되었지만 일정한 수입 없이 가난속에서 사망하였다.

## 생애
프리데만은 아버지인 요한 제바스티안 바흐가 작센바이마르 공작을 위해 근무할 때 바이마르에서 태어났다. 요한 제바스티안 바흐는 성심성의껏 프리데만의 음악 교육을 감독 및 지도했는데, 이 때 《빌헬름 프리데만 바흐를 위한 클라비어곡집Clavier-Büchlein vor Wilhelm Friedemann Bach》을 남겼다. 《프랑스 모음곡》의 일부와 《평균율 클라비어곡집》, 《인벤션과 신포니아》이 모두 빌헬름 프리데만 바흐의 음악 교육에 사용되었다. 16세가 되던 해에는 메르제부르크의 요한 고틀리프 그라운에게 가서 바이올린을 사사한다.
요한 제바스티안 바흐가 라이프치히 성토마스교회의 칸토르로 재직할 때 프리데만은 성토마스교회 학교를 다닌다. 학교를 졸업한 후 1729년에는 라이프치히 대학교에 진학하나, 이후 할레 대학교로 옮겨 법과 수학을 공부한다. 프리데만은 평생동안 수학에 관심을 가졌으며 드레스덴에서 첫 번째 직장을 다니는 동안 개인적으로 꾸준히 수학을 공부한다.
1733년에는 드레스덴 성소피아 교회에 오르간 주자로, 1746년에는 할레의 성모교회에 오르간 주자로 근무한다. 할레의 직장이 불만족스러웠기에 1762년에는 다름슈타트 궁정 악장으로 근무하길 원했으나 고용에 실패하고 다시 이전 성모교회에서의 직장으로 돌아간다. 이후 브라운슈바이크에 1770년부터 1774년까지 머무르다가 베를린으로 가 프리드리히 2세의 여동생 안나 아밀리아의 원조를 받는다.
그러나 프러시아 궁정 악장이자 안나 아밀리아의 음악 교사인 요한 필리프 키른베르거를 내쫓기 위해 음모를 꾸미다가 결국 안나 아밀리아의 원조도 받지 못하게 된다. 프리데만은 사라 이치히 레비의 개인교사로 일하는데, 이치히 레비는 펠릭스 멘델스존의 큰 이모이다. 프리데만은 베를린에서 1784년 73세의 나이로 사망한다.

## 영향
프리데만은 요한 니콜라우스 포르켈의 스승으로 요한 제바스티안 바흐에 대해 증언해주었다. 아버지 바흐의 친필 악보를 상속받아 보유하고있었으나 빚을 갚기 위해 상당량 판매했고, 미국으로 이사한 딸이 가지고 있던 악보들 중 일부가 실수로 소실되었다. 펠릭스 멘델스존의 큰 이모인 사라 이치히 레비에게 전해준 악보와, 펠릭스 멘델스존의 스승의 스승인 카를 프리드리히 크리스티안 파슈에게 전해준 악보가 지금까지 전해진다.

## 가족
- 아버지: 요한 제바스티안 바흐
- 남동생: 카를 필리프 에마누엘 바흐
- 남동생: 요한 크리스티안 바흐